# عقد (فلم)
عقد (بالإنجليزية: Contract) هو فيلم غاني صدرَ عام 2012 من إنتاج إيفون أوكورو وإخراجِ شيرلي فريمبونج مانسو ومن بطولة هلوملا داندالا، جوزيف بنجامين وإيفون أوكورو. رُشِّح الفيلم للمنافسة على ثماني فئاتٍ في حفل توزيع جوائز الأوسكار الأفريقي التاسع للأفلام بما في ذلك: أفضل مخرج، أفضل سيناريو، أفضل ممثل في دور رئيسي وأفضل ممثلة في دورٍ رئيسي أيضًا.

## طاقم التمثيل
- هلوملا داندالا في دور بيتر بوبلامبو
- جوزيف بنيامين في دور هالاند
- إيفون أوكورو في دور أبينا بواتينج

## الاستقبال
قيَّمَ موقع 360 نوبس (بالإنجليزية: 360nobs) المتخصّص في تقييمِ الأفلام فيلمَ عقد بستِّ نجومٍ ونصف من أصل 10 مؤكدًا على أن الفيلم مثير.